# Schema di Yule
Lo schema di Yule è un modello autoregressivo del tipo:
{\displaystyle u_{t}} = {\displaystyle {\alpha _{1}}} {\displaystyle u_{t-1}} + {\displaystyle {\alpha _{2}}} {\displaystyle u_{t-2}} + {\displaystyle {\varepsilon _{t}}}
dove:  
{\displaystyle {\varepsilon _{t}}} sono variabili casuali indipendenti con valore atteso {\displaystyle E({\varepsilon _{t}})=0\,} e {\displaystyle Var({\varepsilon _{t}})} uguale per ogni {\displaystyle t\,}
Porta il nome di George Udny Yule.